# (23944) Dusser
(23944) Dusser est un astéroïde de la ceinture principale.

## Description
(23944) Dusser est un astéroïde de la ceinture principale. Il fut découvert le 20 octobre 1998 à Caussols par le projet ODAS. Il présente une orbite caractérisée par un demi-grand axe de 2,62 UA, une excentricité de 0,14 et une inclinaison de 13,3° par rapport à l'écliptique.

## Compléments